# Staré Sedlo (Teplá)
Staré Sedlo (németül Altsattl) Teplá településrésze Csehországban a Karlovy Vary-i kerület Chebi járásában. Központi községétől 8 km-re délkeletre fekszik. A 2001-es népszámlálási adatok szerint 21 lakóháza és 34 lakosa van.

## Története
Írott források elsőként 1183-ban említik. A 18. század végén lakosságának többségét németek alkották. Egytantermes iskoláját és a tanító lakását 1875-ben építették. Önkéntes tűzoltóegyletét 1907-ben alapították. Az első világháborúban 8, a második világháborúban 12 helybéli halt hősi halált. A második világháború után a megközelítőleg 200 személyből összetevődő német lakosságát a csehszlovák hatóságok Németországba toloncolták, helyükre cseh telepesek érkeztek főként Humpolec, Pelhřimov és Kamenice nad Lipou településekről. Lakosainak csekély száma miatt azonban a települést folyamatos leépülés jellemezte. Kocsmáját még az 1950-es években, iskoláját 1963-ban, egyetlen élelmiszerboltját pedig 1977-ben szüntették meg. Az első világháború hősi halottainak emlékművét az 1970-es években ledöntötték. A községet 1975-ben közigazgatásilag Teplához csatolták. Az 1970-es években néhány nyaralóház megépítése jelentett némi fellendülést. Jelenlegi lakosainak egy részét is az egykori nyaralótulajdonosok alkotják.

## Képtár

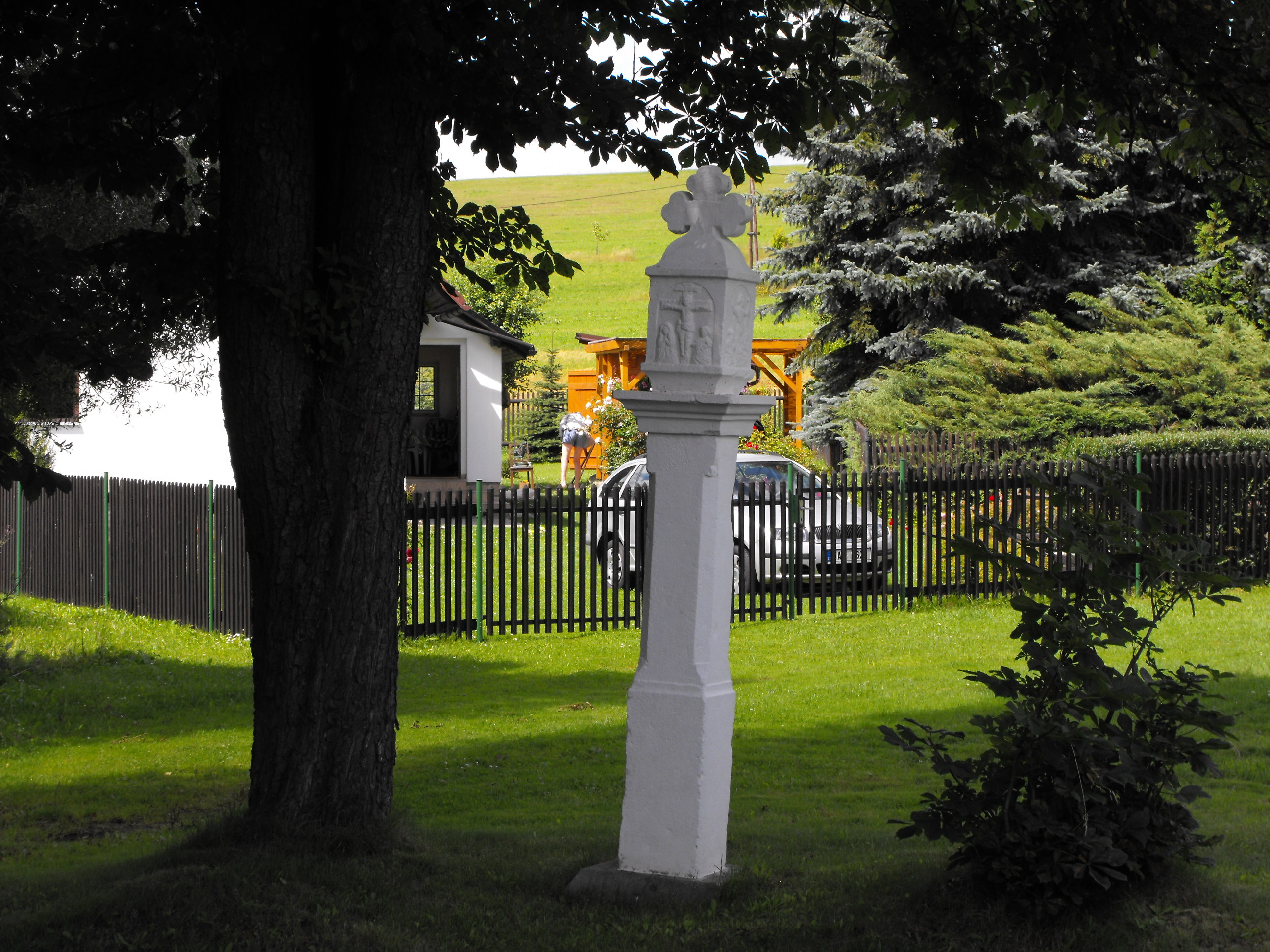
Szakrális kisemlék
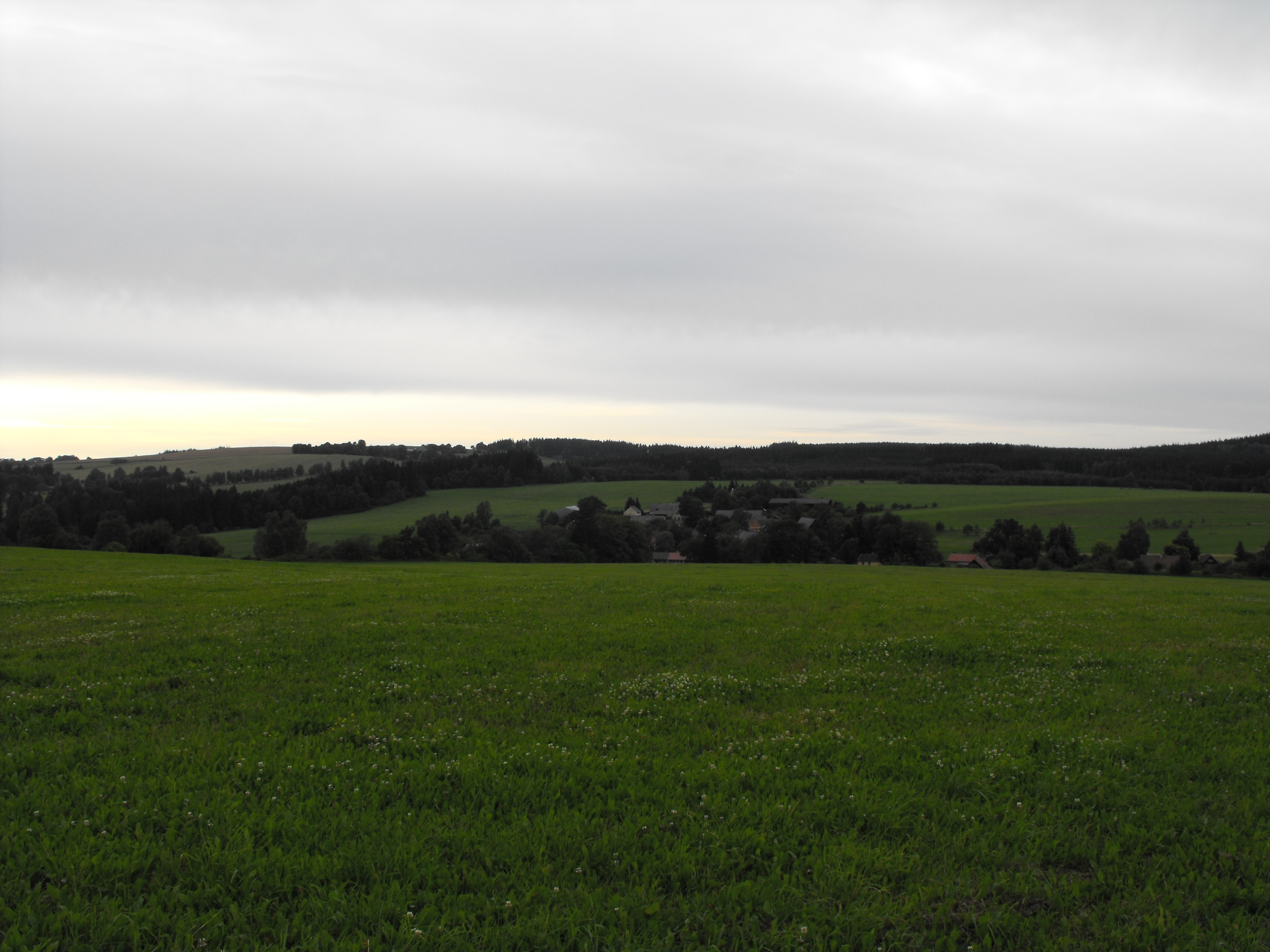
A környező dombok völgyében fekvő település
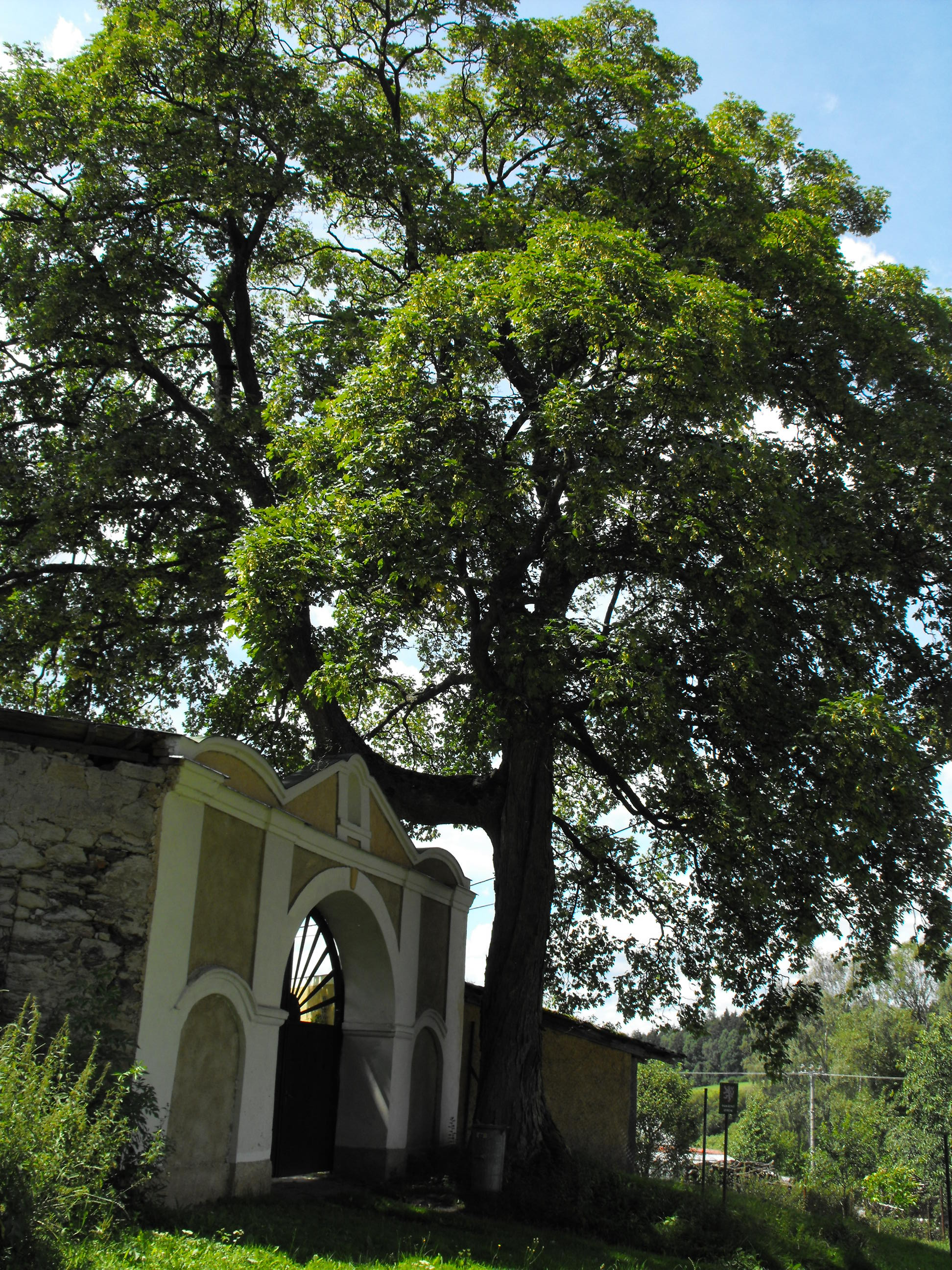
Vén jávorfa a 12-es számú porta előtt